# Vantage Bridge
Die Vantage Bridge ist eine Straßenbrücke über den Columbia River zwischen dem Kittitas County und Grant County im Bundesstaat Washington im Nordwesten der USA. Sie liegt östlich der namensgebenden Ortschaft Vantage und sechs Kilometer flussaufwärts vom Wanapum Dam. Die Brücke führt vier Fahrstreifen der Interstate 90, das durchschnittliche Verkehrsaufkommen lag zwischen 2016 und 2020 bei 16.000 Fahrzeugen täglich.
Eine erste Fährverbindung entstand hier 1914 über den noch unregulierten Columbia. Mit der Zunahme des Automobilverkehrs und des Straßenausbaus im Bundesstaat errichtete das WSDOT bis 1927 eine erste zweispurige Fachwerk-Gerberträgerbrücke. Durch den Bau des Wanapum Dams und der Interstate Highways wurde Ende der 1950er Jahre ein Brückenneubau notwendig sowie die Umsiedlung von Vantage. Die heutige Brücke mit einem Fachwerk-Durchlaufträger und einer Stabbogenbrücke über der Hauptöffnung wurde 1962 fertiggestellt und im Folgejahr der Columbia hier zum Lake Wanapum aufgestaut. Die erste Stahlkonstruktion nutzte das WSDOT 1968 für den Bau der Lyons Ferry Bridge über den Snake River.

## Geschichte

### Erste Brücke 1927
| Columbia River |

| Columbia River |

| Snake River |

| Yakima River |

| Snoqualmie Pass |

| Portland |

| Spokane |

| Lewiston |

| Wallula |

| Seattle |

| Wenatchee |

| Vantage |

| Ellensburg |

| Cle Elum |

| Puget Sound |

| Kaskaden- kette |

| Oregon |

| Washington |

Die erste Ost-West-Straßenverbindung im Bundesstaat Washington zwischen Spokane und Seattle entstand bis 1915 über den Snoqualmie Pass, Cle Elum und die 1908 eröffnete Columbia River Bridge in Wenatchee (Sunset Highway). Auch südlich von Wenatchee wurde 1914 eine erste Flussquerung in Vantage über den Columbia mit einer kleinen Autofähre eingerichtet, die mit der Zunahme des Automobilverkehrs und des Straßenausbaus im Bundesstaat zunehmend an Bedeutung gewann. Sie wurde Teil einer vom Kittitas County und Grant County unterstützten alternativen Route zum Ostteil des Sunset Highway über das Columbia Plateau, die über Ellensburg verlief und die Passierung der Wenatchee Mountains umging (North Central Highway). Beide Counties kauften 1917 eine größere Fähre, tauften sie Kitty-Grand und machten die Flussquerung in Vantage mautfrei.
Bis zum Jahr 1923 stieg das Verkehrsaufkommen auf jährlich 50.000 Personen, was den Bau einer Brücke notwendig machte. Die Counties verfolgten ein privat finanziertes Projekt einer mautpflichtigen Brücke, was auf Ebene des Bundesstaates abgelehnt wurde, da dies Bundesmittel für den weiteren Ausbau des North Central Highway verhindert hätte. Nach einem juristischen Tauziehen setzte sich das Washington State Department of Public Works durch (Vorläufer des heutigen Washington State Department of Transportation, WSDOT), das Anfang 1925 mit den Planungen einer 500 Meter langen Fachwerk-Gerberträgerbrücke begann, die etwa 300 Meter flussaufwärts von der Anlegestelle der Fähre entstehen sollte. Die Bauarbeiten am Unterbau begannen im Januar 1926 und erforderten für die zwei zentralen Strompfeiler den Einsatz von Senkkästen, da diese über 20 Meter tief im Flussbett verankert werden mussten. Die Kuckenberg-Wittman Company aus Portland errichtete den genieteten Stahl-Überbau bis zum Sommer 1927. Die feierliche Eröffnung der zweispurigen Brücke fand am 27. September 1927 statt.
Das vom WSDOT gewählte Design ähnelt stark der 1919 fertiggestellten Québec-Brücke. Die bis heute größte Fachwerk-Gerberträgerbrücke der Welt hat mit 549 Metern eine deutlich größere Spannweite, aber bis zur Fertigstellung der Lewis and Clark Bridge 1930 hatte die Vantage Bridge mit 293 Metern die längste Spannweite in Washington. Die gewählte Konstruktion ohne geraden Untergurt, sondern mit auf den Strompfeilern auflagernden Fachwerken in Rauten- beziehungsweise Dreiecksform, sparte Kosten bei der Pfeilererrichtung und wurde später vom WSDOT in leicht abgewandelter Ausführung unter anderem auch für die Grand Coulee Bridge (1936) und Kettle Falls Bridge (1941) verwendet.

### Zweite Brücke 1962
Seit den 1930er Jahren wurden entlang des Columbia in den USA und Kanada 14 Talsperren zu Bewässerungszwecken und zur Energieerzeugung errichtet. Mitte der 1950er Jahre erhielt der Grant County Public Utility District die Genehmigung zum Bau des Wanapum Dams, etwa sechs Kilometer flussabwärts von Vantage. Da das Stadtgebiet und die Brücke sowie große Teile der Trassierung des damals hier verlaufenden U.S. Highway 10 (der über Teile des ehemaligen North Central Highway verlief) im entstehenden Lake Wanapum lagen, war die Umsiedlung der Bewohner und der Bau einer neuen Flussquerung nötig.
Gleichzeitig mit dem geplanten Dammbau startete durch das Inkrafttreten des Federal-Aid Highway Act of 1956 der Aufbau der Interstate Highways in den USA. Mit der Interstate 90 entstand eine 5000 Kilometer lange Ost-West-Verbindung zwischen Boston und Seattle, die in Washington über Vantage und den Snoqualmie Pass parallel zum U.S. Highway 10 verlief und diesen später hier ablöste. Dazu war eine neue Trassierung für vier Fahrstreifen nötig, einschließlich einer neuen Brücke über den Columbia, die etwa zwei Kilometer flussabwärts vom alten Brückenstandort entstand. Das ehemalige Stadtgebiet liegt heute etwa 10 Meter unter dem Wasserspiegel des Stausees und die Einwohner wurden auf höheres Gelände am Westufer umgesiedelt. Der Wasserstand des Columbia stieg am alten Flussbett um etwa 20 Meter und die Flussbreite von etwa 250 Meter bei Niedrigwasser am alten auf 1,6 Kilometer am neuen Brückenstandort. Die Wassertiefe erhöhte sich hier von etwa 17 auf 38 Meter. Um die Länge der neuen Brücke zu beschränken, wurde auf der Westseite ein etwa 820 Meter langer Damm aufgeschüttet, an den sich die 760 Meter lange neue Stahlkonstruktion anschließt. Die Arbeiten begannen Mitte 1961 an der Westzufahrt durch die J. W. Hardison Co., gefolgt von der Errichtung der neuen Brückenpfeiler durch die Munson Construction & Engineering Co., die dazu eigens wiederverwendbare Stahlschalungen entwerfen ließ. Den Aufbau des Stahlüberbaus übernahm die American Bridge Division von US Steel und am 1. November 1962 konnte die Brücke feierlich eröffnet werden.

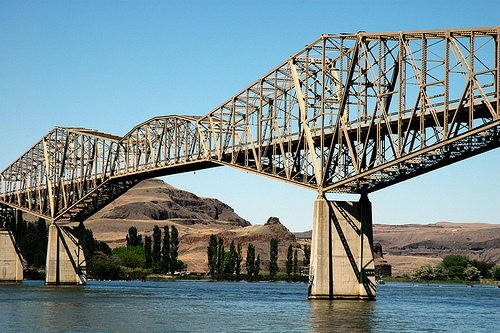
Der wiederverwendete Gerberträger von 1927 über den Snake, 2006

Die alte Brücke von 1927 wurde im folgenden Jahr abgebaut und der Stahlüberbau vorübergehend in der Nähe von Beverly etwa 15 Kilometer flussabwärts zwischengelagert. Mit der Fertigstellung des Wanapum Dam begann im selben Jahr die Füllung des Lake Wanapum. Das WSDOT nutzte 1968 die noch gut erhaltende Gerberträgerbrücke der alten Brücke nach einer grundlegenden Aufarbeitung der Strukturelemente für den Neubau der Lyons Ferry Bridge über den Snake River, wo sie seither die Washington State Route 261 über den Fluss führt. Die Stahlelemente wurden dafür per Schiff über 200 Kilometer entlang des Columbia und Snake zum neuen Standort transportiert und dort mit Schraub- und Bolzenverbindungen wieder montiert.
Größere Instandsetzungsarbeiten an der neuen Vantage Bridge konzentrierten sich hauptsächlich auf den Beton-Fahrbahnbelag, der nach 20 Jahren 1982 vollständig ersetzt wurde. Auf Grund der starken Nutzung durch den Schwerlastverkehr – etwa 3.700 Lastkraftwagen überqueren täglich die Brücke, was etwa 25 % des gesamten Verkehrsaufkommens von 16.000 Fahrzeugen entspricht – wies der Belag Ende der 2010er Jahre erneut massive Schäden auf. Im Frühjahr 2024 startete daher eine auf drei Jahre angelegte Überholung. Um den Verkehr auf der wichtigen Interstate 90 bestmöglich aufrechtzuerhalten, wird der alte Fahrbahnbelag stufenweise bis Ende 2027 durch vorgefertigte Betonplatten vollständig ersetzt.

## Beschreibung
Die neue Vantage Bridge von 1962 erstreckt sich in Ost-West-Ausrichtung mit einer Länge von 763 m über den Westteil des Lake Wanapum. Über den Ostteil führt der aufgeschüttete Damm, der am östlichen Widerlager eine Höhe von 27 m über Grund erreicht. Der Stahlüberbau besteht aus sechs Brückenfeldern aus 36,6 m langen Balkenbrücken aus Vollwandträgern (fünf auf der Ostseite und einer auf der Westseite) und einem 357 m langen Fachwerk-Durchlaufträger über drei Brückenfelder über dem ehemaligen Flusslauf. Das 19,1 m breite Tragwerk ist hier als Strebenfachwerk mit Pfosten ausgeführt, mit einem Windverband aus K-Fachwerk, und bildet eine Auslegerbrücke mit integrierter Bogenbrücke im Mittelteil. Hier ist die 17,1 m breite Fahrbahn wie bei einer Stabbogenbrücke über eine Länge von etwa 120 m abgehängt, wobei die Mittenspannweite zwischen den Pfeilern 158,5 m beträgt. Auf den Ankerarmen des Durchlaufträgers wird die Fahrbahn auf der Oberseite geführt. Der Überbau ruht auf acht Stahlbetonpfeilern und den beiden Widerlagern. Die Pfeiler bestehen aus je zwei im Querschnitt kreuzförmigen und sich nach oben hin verjüngenden Säulen, die je nach Höhe durch zwei bis drei 16,8 m langen Querbalken miteinander verbunden sind. Die größten Pfeiler erreichen Höhen von bis zu 47,5 m über dem Flussbett und ragen etwa 10 m aus dem Stausee heraus, wodurch jeweils nur der obere abschließende Querbalken sichtbar ist. Die Fahrbahn der Brücke hat eine Steigung von 3 % zum Ostufer des Stausees. Unterhalb des Bogenbrückenteils beträgt die lichte Höhe über dem Wasserspiegel etwa 22 m.

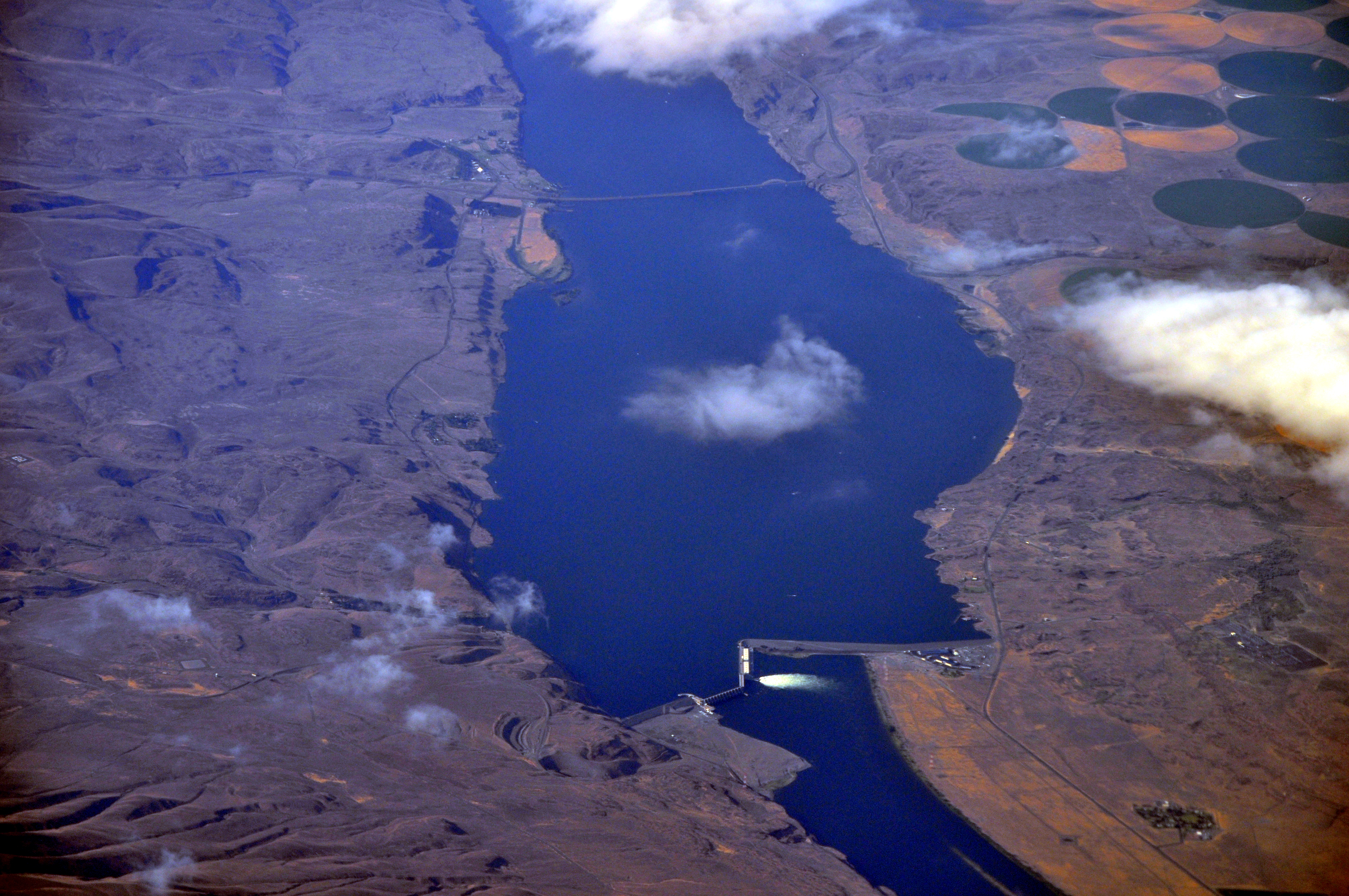
Luftaufnahme vom Lake Wanapum mit Staudamm und Vantage Bridge (Blick nach Norden, 2013)
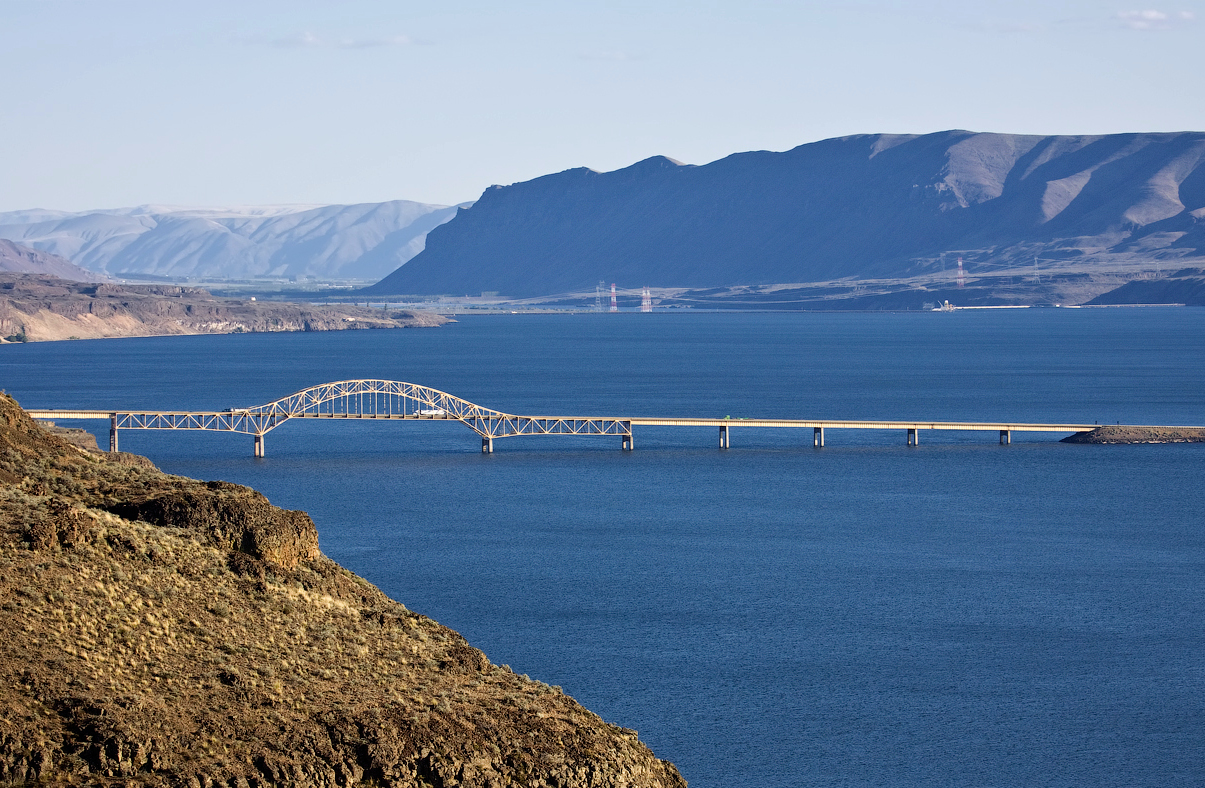
Vantage Bridge mit dem Wanapum Dam im Hintergrund, die 3 % Steigung zum Ostufer (links) ist deutlich erkennbar (Blick nach Süden, 2012)
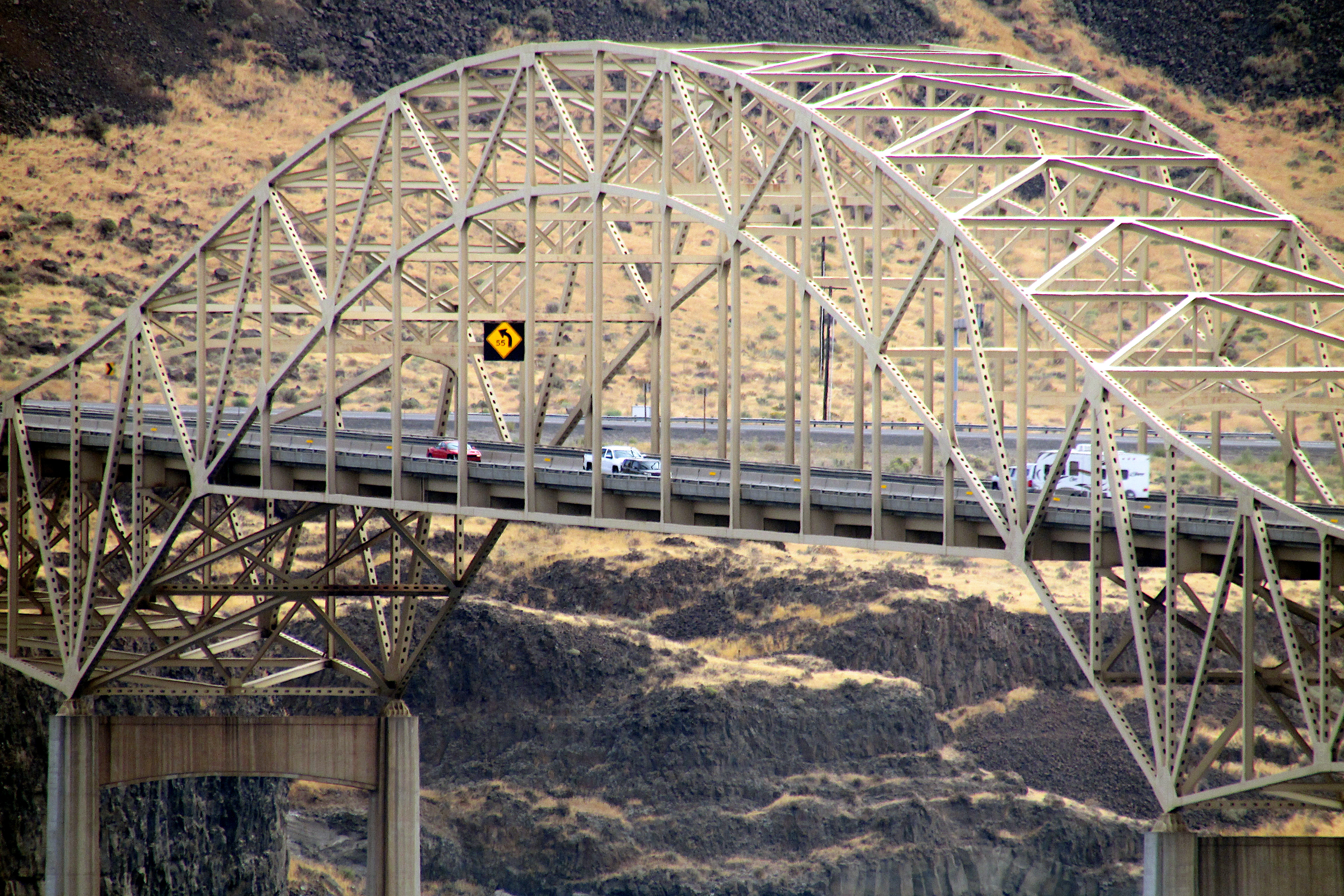
Detailansicht des Stabbogenbrückenteils, 2017
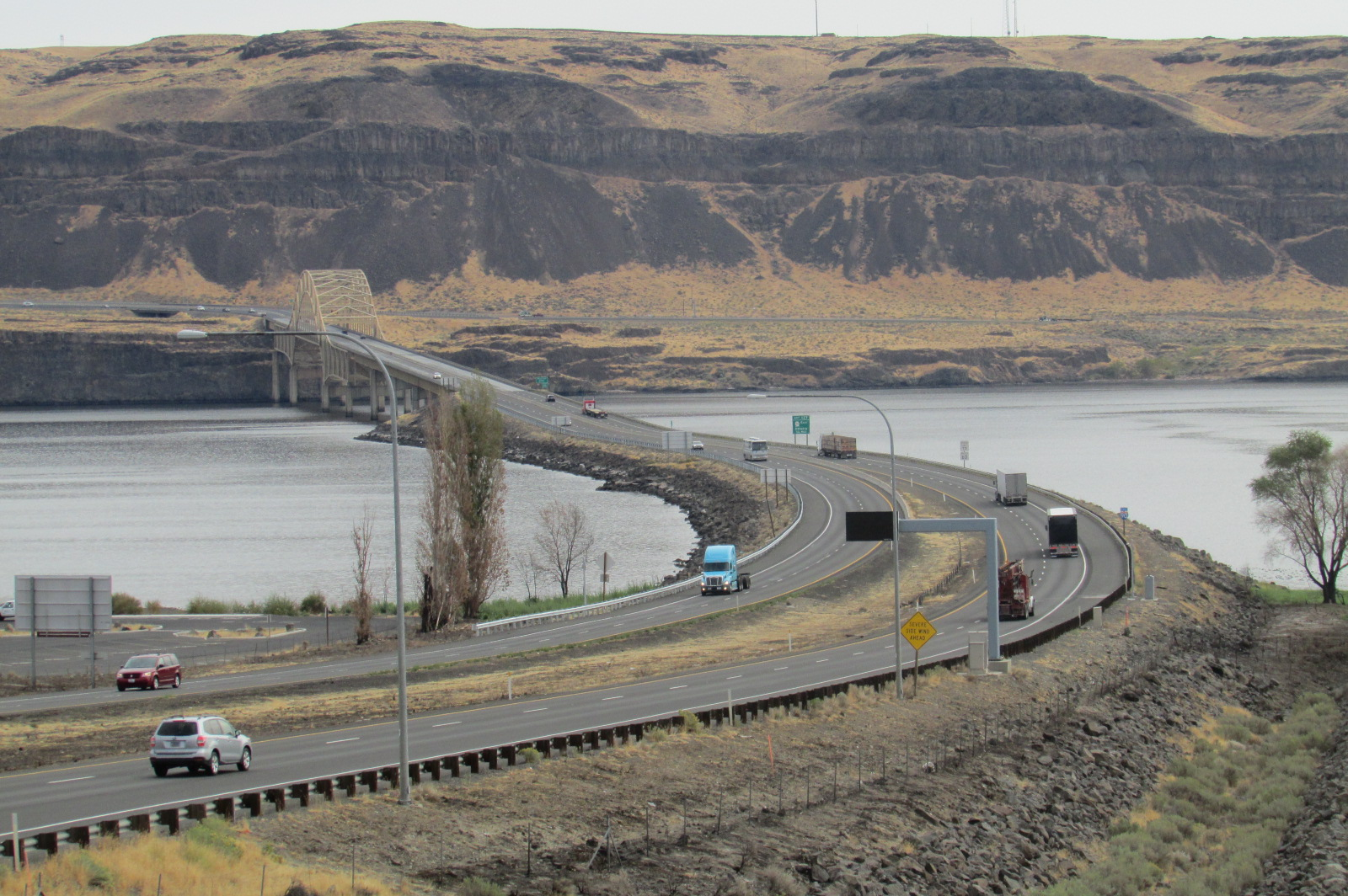
Verlauf der vier Fahrstreifen der Interstate 90 über die Vantage Bridge (Blick nach Osten, 2017)